# Зельк (Німеччина)
Зельк (нім. Selk) — громада в Німеччині, розташована в землі Шлезвіг-Гольштейн. Входить до складу району Шлезвіг-Фленсбург. Складова частина об'єднання громад Гаддебі.
Площа — 10,07 км2. Населення становить 860 ос. (станом на 31 грудня 2020).